# ジャンボリー

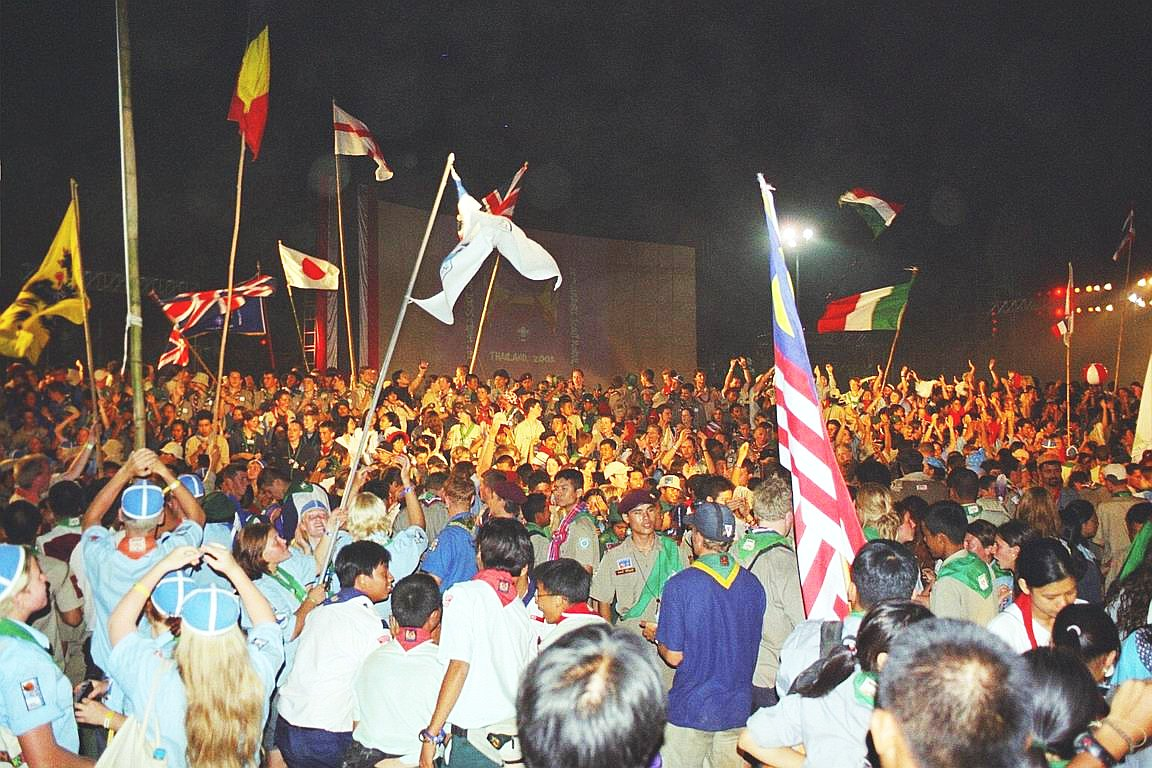
2002/2003年にタイで開催された第20回世界スカウトジャンボリーの閉会式。

スカウト運動において、ジャンボリー（英: Jamboree）は、全国的に、もしくは国際的に行われるボーイスカウトやガールスカウトの大規模な集会のことである。

## 歴史
第1回世界スカウトジャンボリーは1920年にイギリスで開催された。2024年時点で世界スカウトジャンボリーは24回開催されており、通常は4年ごとに開催されている。第26回世界スカウトジャンボリーは2027年にポーランドで開催される予定である。
標準的なスカウト生活は比較的短いものであり、各世代のスカウトたちが少なくとも1回は大規模な集会に参加することは良いことだ。なぜなら、それにより少年たちは本当に偉大な兄弟愛の一員であることを実感できると同時に、他の地区や他の国の兄弟スカウトたちと個人的に知り合うことができるからだ。—ロバート・ベーデン＝パウエル、(1932年9月)
また、世界中で国内及び大陸規模のジャンボリーが開催されている。これらのジャンボリーの多くは、海外のスカウトも参加する。

## その他の集会
ジャンボリーのコンセプトの誕生によって、特定の部門のスカウトを対象とした大規模な集会も全国スカウト組織によって組織されるようになった。
- ムート – ローバースカウトのキャンプ大会もしくは集会。
- ベンチャー（英語版） – ベンチャー（シニア）スカウト部門の若者の集会。
- インダバ（英語版） – 成人スカウト指導者のキャンプ大会もしくは集会。
- アグーナリー（英語版） – 障害をもつスカウトのキャンプ大会。
- COMDECA – Community Development Camp（コミュニティ開発キャンプ）の略称、コミュニティ開発プロジェクトを実施する若者の大規模な集会[要出典]。

## 語源
ジャンボリー（jamboree）の語源は不詳である。これは多くの辞書の項目に反映されている。例として、カナダオックスフォード辞典によると、語源は「19世紀、起源不明」となっている。オックスフォード英語辞典（OED）は、この語源はアメリカの俗語であるとし、1868年のニューヨーク・ヘラルド紙や19世紀後半のアイルランド語の文書で使用されていることを確認している。
スカウティングでは、「ジャンボリー」はベーデン・パウエルによって作られたとよく信じられているが、ベーデン・パウエルやスカウティングの出版物にはジャンボリーの語源についての記載はなく、この言葉は数十年前から使用されていた。

### スカウティング以前の使用
ベーデン＝パウエルは、「ジャンボリー」を選んだ理由について尋ねられたことがあった。ベーデン＝パウエルは「What else would you call it?（他に何と呼ぶか）」と答えた。「ジャンボリー」が既に特定の意味を持っていたと仮定した場合、この返答が軽い口答え以外に意味を成す可能性がある。
複数の作家は、スカウティングで使用される前の20世紀初頭の時点で、「ジャンボリー」を「豪華もしくは騒々しい祝賀会やパーティー」を指す用語として使用していた。詩人のロバート・W・サーヴィスは、1912年に出版された詩『Athabaska Dick』の中でこの用語を、「They are all a-glee for the jamboree, and they make the Landing ring（彼らはみんなジャンボリーに大喜びで、ランディングリングを作る」というように使用していた。L・M・モンゴメリは1915年に、1880年代を舞台にした本『アンの愛情』の中でこの用語を3回使用している。例として、「There was quite a bewildering succession of drives, dances, picnics and boating parties, all expressively lumped together by Phil under the head of “jamborees”（ドライブにダンス、ピクニックにボートパーティーと、アンは忙しすぎて少し戸惑ってしまった。フィルはそれを「ジャンボリー」と呼んでいた。）」と表現されている。
ロバート・グレーヴスは1954年に、ベーデン＝パウエルがこの単語をアメリカの俗語ではなく、ベーデン＝パウエルの連隊にあったアイルランドとのつながりを通じて知っていた可能性があると示唆した。

### その他の説
「ジャンボリー」という言葉には、ヒンディー語やスワヒリ語、アメリカ先住民の言語など、さまざまな起源があると主張されており、ベーデン＝パウエルが使用した意味をさらに分かりにくくさせている。
一説によると「ジャンボリー」という言葉は、スワヒリ語でこんにちはを意味する「Jambo!（ジャンボ）」という言葉から派生したのではないかと考えられている。ベーデン＝パウエルは1880年代と1890年代後半に東アフリカで多くの時間を過ごしていた。

### スカウティングでの使用
「ジャンボリー」という言葉は、1920年に開催された最初のボーイスカウトのジャンボリー以降のスカウティング・プログラムで主に使用されている。ベーデン＝パウエルは、この最初のボーイスカウトの集会や会合に参加した人々が「jambo（ジャンボ）」という言葉とともに温かく歓迎されたことから、意図的に「ジャンボリー」という名前を選んだ。
英語の「jamboree（ジャンボリー）」という単語は、語尾に「-ree」が付く借用語として使用されている。「jamboree」という単語は名詞としても他動詞としても使われており、語根は「jambo（ジャンボ）」である。例えば、「jambo」に参加する人は「jamboree」である 。

この最初の「ジャンボリー」、もしくはスカウトの集まりでは、多くの人が当時は新しかったジャンボリーの概念や挨拶の精神を十分に理解していなかった。1920年にロンドンのオリンピアで開催された最初の世界ジャンボリーで、ベーデン＝パウエルは次のように述べた。
「この言葉は人によって意味が異なるが、今年からジャンボリーは特別な意味を持つようになる。ジャンボリーは史上最大の若者の集まりと結び付けられるようになるだろう。
オレブ・ベーデン＝パウエルは、異なる言語や文化習慣を持つスカウトの間で使われるリングワ・フランカ（共通語）を指して「jamborese（ジャンボレーゼ）」という言葉を作り出した。この言葉は、多様なスカウトが出会うことで発展し、世界中のスカウトの間で友情と理解を育むことを意味している。また、時には「jamborette（ジャンボレット）」という言葉が、地域的または国際的な小規模な集会を指すのに使用される。
スカウティングでよく使用される「camporee（キャンポリー）」という単語も、昔のイギリスで使われていた言葉が反映されている。「キャンポリー」とは、スカウト隊がキャンプや共通の活動のために地元や地方に集まることを意味している。キャンポリーと同様に、ジャンボリーの開催頻度は少なく、国内や世界中からスカウトが集まる。

## 国際ジャンボリー
- 世界スカウトジャンボリー – 世界スカウト機構が主催する世界中のスカウトが集まるイベントである。参加者は3万 - 4万人である。
- ジャンボリー・オン・ジ・エア（英語版）（JOTA）– アマチュア無線による交流行事。
- ジャンボリー・オン・ジ・インターネット（JOTI)
- ジャンボリー・オン・ザ・トレイル（英語版）（JOTT） - 国際ハイキングデー
- アフリカ地域スカウトジャンボリー（英語版）
- アラブ地域スカウトジャンボリー（英語版）
- アジア太平洋地域スカウトジャンボリー
- カリブ地域スカウトジャンボリー（英語版） – カリブ海地域のスカウトの集会。
- 中央ヨーロッパジャンボリー （英語版） – 中央ヨーロッパのスカウトの集会。
- ヨーロッパスカウトジャンボリー（英語版） – ヨーロッパ各地のスカウトの集会。
- インターアメリカ地域スカウトジャンボリー（英語版） – インターアメリカスカウト地域（英語版）のスカウトの集会。
- バルトジャンボリー – リトアニア、ラトビア、エストニアのスカウトとガイドが他国からの国際ゲストとともに集まるイベントである[19]。
- エセックス国際ジャンボリー（英語版） – 1927年から開催されており、世界中から7,000 - 9,000人のスカウトとガイドが集まる。
- 世界独立スカウト連盟世界ジャンボリー（英語版） – 世界独立スカウト連盟（英語版）のスカウトの集会。
- ジャンボリー2008 (ノーサンバーランド)（英語版）
- Homenetmen General Jamboree（ホームネットメン・ジェネラル・ジャンボリー）
- 国際文化ジャンボリー（英語版）

## 国内ジャンボリー
- ナショナルスカウトジャンボリー（英語版） - ボーイスカウトアメリカ連盟
- カナダスカウトジャンボリー（英語版） - カナダのスカウトの集会。
- リトアニアナショナルジャンボリー - リトアニアのスカウトが5年ごとに集まる大会[20]。
- オーストラリアスカウトジャンボリー（英語版） - オーストラリアとアジア太平洋地域（英語版）のスカウトが集まるイベント。
- オーストラリアガールガイドジャンボリー（英語版） - オーストラリアと世界各地からガールガイドが集まるイベント。
- 日本スカウトジャンボリー - 日本のスカウトの集会。
- ナワカ（英語版） - オランダのシースカウトの集会。
- アイルランドスカウトジャンボリー（英語版）
- ニュージーランドスカウトジャンボリー（英語版）
- ガールスカウトシニアラウンドアップ（英語版）
- インドにおけるスカウトとガイドの集会[21]